# Бейли, Бетти Лу
Бетти Лу Бейли (англ. Betty Lou Bailey, 1929 — 2007) — инженер-механик американской компании General Electric Company. Бейли получила патент на регулируемое выхлопное сопло самолета. Изобретение работало таким образом, что можно было варьировать как диаметр горловины, так и выходной диаметр для потоков горячего газа. В знак уважения к её наследию Общество женщин-инженеров назвало в её честь стипендию. На сегодняшний день эта стипендия по-прежнему распределяется между аспирантками, которые делают карьеру в области инженерии.
Бейли была первой женщиной-членом Инженерного общества Цинциннати. Позже она занимала пост председателя его руководящего комитета.

## Ранние годы
Бейли была младшим из пяти детей. Она преуспела в математике и естественных науках в средней школе. Хотя её отец был инженером-строителем, именно её старшая сестра Хелен и её муж Пол повлияли на Бейли, чтобы та выбрала карьеру инженера. Пол продавал сварочные аппараты и учил Хелен сварке. Хелен обучала сварке различных мужчин и женщин во время Второй мировой войны. Хотя несколько учениц-сварщиц Хелен набрали больше баллов, чем студенты-мужчины, все мужчины заняли первое место перед женщинами, независимо от оценок. Когда Бетти Лу ещё училась в средней школе, Хелен предложила ей пойти на инженерное дело. Их брат Кларк отверг инженерное дело как карьеру, что, по мнению обеих сестер, было одной из причин, по которой их отец поддержал выбор карьеры юной Бетти .

## Образование
Бейли поступила на программу бакалавриата по машиностроению в Университете Иллинойса на год раньше, в возрасте семнадцати лет. К тому времени, когда она закончила первый год обучения, оба родителя Бейли умерли. В 1950 году Бейли с отличием окончила университет. В своём выпускном классе, состоящем примерно из 700 инженеров, она была единственной женщиной-инженером. В своём женском обществе она была одним из двух инженеров (другая была инженером-строителем). В 1967 году она окончила Государственную аспирантуру Пенсильвании в Кинг-оф-Праша со степенью магистра технических наук, хотя ни курс, ни преподавание её не впечатлили.

## Карьера и вклад
Бейли занимала в General Electric Company должности инженера по испытаниям, проектированию и системам в их отделе больших реактивных двигателей, отделе газовых турбин и Центре космических технологий Valley Forge. Она продвинулась в своей работе от бытовой техники до паровых турбин и реактивных двигателей и, наконец, до проекта метеорологического спутника НАСА Nimbus. Во время своего первого собеседования в GE, которое состоялось до того, как она окончила Иллинойсский университет, она отметила: «я хотела работать в компании, где инженеры ценились и считались важными».
В дополнение к своей работе Бейли организовала математический турнир в Цинциннати для старшеклассников.

## Выхлопное сопло
Во время работы в General Electric Бейли запатентовала выхлопное сопло в Эвендейле. Она инициировала формат, который GE использовала для получения предложений по своим испытаниям на выбросы в атмосферу.
У компании была первая в своём роде газовая турбина 7F. Бетти работала на крыше здания и была достаточно хорошо знакома с трубопроводом, чтобы распознать утечку из газовой линии из отсека газового клапана. Компания теряла много газа, который уже считался поступившим в турбину. Бейли отметила провальную эффективность. Эта утечка газа попадала в поступающий в машину газ, так что угарный газ разрушал уплотнение. Все шесть недель предыдущих испытаний на сжигание, которые сотрудники проводили на машине, пришлось отбросить. Изобретение Бейли решило проблему, и после этого испытания были проведены. Это было важно, потому что газовая турбина компании была первой в своем роде и поэтому должна была пройти все испытания.

## Общества
Бейли присоединилась к Обществу женщин-инженеров (SWE) в 1951 году, где она была офицером секции Филадельфии и работала в исполнительном комитете SWE. В 1985 году она была избрана в Колледж стипендиатов SWE. Стипендия SWE была учреждена в честь Бейли в 2011 году.
Она была первой женщиной-членом Инженерного общества Цинциннати и была председателем его руководящего комитета. Она также работала в национальных комитетах Национального общества профессиональных инженеров, Объединённого совета инженеров и Американского общества инженерного образования.
В 1964 году Бейли посетила первую Международную конференцию женщин-инженеров и учёных в Нью-Йорке. Она поехала в Великобританию на вторую конференцию ICWES в Кембридже в 1967 году, где, среди прочих, присутствовали индийский инженер К.К. Хубчандани, британские инженеры Роуз Уинслейд, Сисели Томпсон, Хетти Бассел и американский инженер Луиза Дэвис.

## Личная жизнь и смерть
Бейли была активным защитником окружающей среды. Ей нравилось шить. Она была активной и любила путешествовать, кататься на каноэ, кататься на велосипеде и ходить в походы. Она прошла всю Аппалачскую тропу по частям за несколько лет. Бейли была членом Горного клуба Адирондак (ADK). В 2004 году она получила высшую награду Федеральной регулирующей комиссии за свою работу по мониторингу заявок на гидроэнергетику.
Бейли внезапно скончалась 13 ноября 2007 года во время велосипедной поездки клуба Адирондак.